# Жељко Митровић (глумац)
Жељко Митровић (Ваљево, 19. август 1969) српски је телевизијски и филмски глумац.

## Биографија
Жељко Митровић је глуму дипломирао на Факултету драмских уметности у Београду, у класи професора Миленка Маричића и професора Бранислава Жаге Мићуновића, коју је прве две године водио професор Владимир Јевтовић. Са њим у класи били су и: Дубравка Мијатовић, Тамара Вучковић, Ивана Михић, Драган Мићановић, Небојша Дугалић, Горан Шушљик, Мирсад Тука. 

## Филмографија
| Год.       | Назив                                   | Улога                                          |
| ---------- | --------------------------------------- | ---------------------------------------------- |
| 1990-е     |                                         |                                                |
| 1992.      | Театар у Срба                           |                                                |
| 1992.      | Проклета је Америка                     | Ваљатор                                        |
| 1992.      | Црни бомбардер                          | Марсовац                                       |
| 1992.      | Коју игру играш                         |                                                |
| 1993.      | Игра пиона                              |                                                |
| 1993.      | Византијско плаво                       | Конобар                                        |
| 1993.      | Раденко и Силвана                       |                                                |
| 1994.      | Вуковар, једна прича                    | Момир                                          |
| 1994.      | Два сата квалитетног ТВ програма        | Градски                                        |
| 1995.      | Подземље                                | Павле                                          |
| 1995.      | Крај династије Обреновић                | Сава Поповић                                   |
| 1996.      | Мали кућни графити (серија)             | Мајстор Ђура                                   |
| 1996.      | Била једном једна земља                 | Павле                                          |
| 2000-е     |                                         |                                                |
| 2000.      | Мефисто                                 |                                                |
| 2001.      | Сос Ларибианчос - И диментицати         |                                                |
| 2004.      | Црна хроника                            | Црни                                           |
| 2007−2008. | Заборављени умови Србије                | Јова                                           |
| 2009.      | Друг Црни у Народноослободилачкој борби | Четник Аћим / Франсоа / Риста                  |
| 2010-е     |                                         |                                                |
| 2010.      | Приђи ближе                             | Ненад Милић Паша                               |
| 2011.      | Здухач значи авантура                   | Водитељ                                        |
| 2012.      | Фолк (ТВ серија)                        | Мики Јез                                       |
| 2013.      | Друг Црни у НОБ-у                       | Четник Аћим / Франсоа / Риста / Новак / Херман |
| 2020-е     |                                         |                                                |
| 2021.      | Адвокадо                                | Миленко                                        |